# Garrafa de Klein
Em matemática, a garrafa de Klein é um exemplo de uma superfície não orientável; informalmente, ela é uma superfície (uma variedade bidimensional) em que as noções de direita, esquerda, cima, baixo, dentro e fora não podem ser definidas de maneira consistente. Entre as estruturas relacionadas que também não são orientáveis estão incluídos o plano projetivo real e a faixa de Möbius. Enquanto uma faixa de Möbius é uma superfície com borda, uma garrafa de Klein não possui borda (a título de comparação, uma esfera é uma superfície orientável sem borda). Uma garrafa de Klein é um espaço topológico obtido pela colagem de duas fitas de Möbius. O nome se refere ao matemático Felix Klein.

## Superfície não interseccionada
A garrafa de Klein propriamente dita não se intercepta. Entretanto, para observar tal propriedade devemos visualizá-la como estando contida em quatro dimensões. Ao adicionar uma quarta dimensão ao espaço tridimensional, a auto-interseção pode ser eliminada. Podemos adotar o tempo como a quarta dimensão, para melhor compreensão. Observe a evolução da imagem da garrafa construída no espaço xyzt na Figura 1. Imagine como se estivesse empurrando um pedaço do tubo que contém a interseção ao longo da quarta dimensão, para fora do espaço tridimensional original. Uma analogia útil é considerar uma curva de auto-interseção no plano; auto-interseções podem ser eliminadas levantando uma linha do plano.

Figura 1 - Evolução da garrafa de Klein no espaço xyzt

## Propriedades topológicas
A garrafa de Klein é uma superfície:
- compacta
- não orientável
- conexa

Uma possível triangulação da garrafa de Klein é dada pela figura abaixo, na qual temos uma triangulação da representação poligonal desta figura topológica.

Triangulação da Garrafa de klein